# Anselm Eder
Anselm Eder (* 24. März 1947 in Wien) ist ein österreichischer Soziologe.

## Leben
Anselm Eder verbrachte seine Kindheit und Jugend in Wien und Grünau in Oberösterreich. 1967 begann er das Studium der Soziologie an der Universität Wien. Zwei Jahre später wechselte er auf das Fach Sozial- und Wirtschaftsstatistik, welches er 1972 mit dem Magister abschloss. 1973 begann er seine Arbeit als Universitätsassistent auf dem Institut der Soziologie der Universität Wien, die damals noch Teil der juridischen Fakultät war. 1986 habilitierte Eder im Fach Medizinsoziologie und empirische Sozialforschung an der Sozial- und Wirtschaftswissenschaftlichen Fakultät der Universität Wien. Im Rahmen des Projektes ‚Gesundheitsverhalten von Schulkindern‘ verbrachte er 1988 / 1989 ein Gastsemester an der Universität Bergen in Norwegen. Von 1989 bis 2012 forschte und lehrte er als Ausserordentlicher Professor am Institut für Soziologie der Fakultät für Sozialwissenschaften der Universität Wien. Gemeinsam mit Hans Strotzka wirkte er an dem mehrjährigen HBSC Projekt über Gesundheit von Schülern mit. Anselm Eder war verheiratet und hat drei Kinder.

## Schwerpunkte in Forschung und Lehre
Soziale Interaktionen und empirische Sozialforschung stehen im Zentrum der wissenschaftlichen Arbeit von Anselm Eder. Diese umfassen je nach Lebensphase unterschiedliche Wirkungsbereiche. Den Anfang machte die medizinsoziologischen Betrachtung von Gesundheit bei Schülern. Ein langjähriger Schwerpunkt ist die Auseinandersetzung mit der Körpersprache als Beobachtungsfeld. Die jüngeren Arbeiten von Eder beschäftigen sich mit der ‚Ageing Society‘ und den ökonomischen Auswirkungen von Konflikten in Unternehmen.

## Wichtige wissenschaftliche Werke
Das erste Buch Risikofaktor Einsamkeit entstand 1990 in der Zeit des HBSC Projekts. Mit diesem Werk legte er das Augenmerk zum Thema Gesundheit und Krankheit auf soziale Systeme. Dies steht im Gegensatz zu vielen anderen thematisch vergleichbaren Auseinandersetzungen, die den Schwerpunkt auf das Funktionieren oder Störungen bestimmter Organe legten. Dabei gibt Eder einerseits einen Überblick über Theorien zur Psycho- und Soziogenese von Erkrankungen. Andererseits fasst er Ergebnisse von Studien zusammen, die in 11 Ländern durchgeführt wurden. Je Untersuchung wurden je 3600 Fragebögen versandt, von denen mehr als 3000 beantwortet wurden. Als Kernergebnis dieser Untersuchung ergab sich ein direkter Zusammenhang zwischen Gesundheit, Zufriedenheit und sozialer Integration. Erlebte Einsamkeit bei Schülern wirkt sich auch direkt auf ihr Verhalten aus. So sind sie beispielsweise deutlich anfälliger für eine Drogenabhängigkeit als andere.
Die Abhandlung Das Böse setzt sich historisch mit dem Begriff des Bösen auseinander. Eder bezieht sich dabei sowohl auf die Erbsünde sowie auf die Begriffe Recht, Schuld und Wahrheiten. Er untermauert seine Gedanken auch mit Zusammenfassungen von Interviews, wie beispielsweise mit Kurt Krenn.
Als Experte für Sozial- und Wirtschaftsstatistik verfasste Eder auch ein Lehrbuch zu diesem Thema, das in mehreren Auflagen publiziert wurde.
2008 publizierte Eder sein Grundlagenwerk über die Soziologie. In diesem Werk stellt er fest, dass nicht die Familie die Keimzelle der Gesellschaft ist, sondern die Interaktion als zielgerichtete Handlung. Weil Menschen ihr Leben gemeinsam mit anderen organisieren müssen, ergibt sich die Notwendigkeit von Ordnungen. Eder definiert Soziologie als jene Kunst, hinter dem, was Menschen tun, die Regeln zu erkennen, nach denen sie es tun. Er beschreibt hier zwei Zugänge. Einerseits geht es um die Transparenz von bestehenden Regeln des Zusammenlebens, andererseits ist aber auch deren Entstehung und Steuerung von Bedeutung.
Das letzte veröffentlichte Buch von Eder handelt von der Ageing Society. Aufbauend auf die demographische Entwicklung fassen die Autoren relevante Studien zu dem Thema zusammen und führten eine eigene Studie mit 520 Menschen im Alter zwischen 50 und 65 durch. Ein Kernergebnis dieser Arbeit ist die Einschätzung dieses Personenkreises hinsichtlich ihrer Arbeitsmöglichkeit. 90 % der arbeitslosen und 61 % der beschäftigten Personen hatten die Meinung, geringe Chancen auf einen neuen Arbeitsplatz zu haben. Bei beschäftigten Menschen zeichnen sich deutliche Unterschiede hinsichtlich der hierarchischen Einstufung ab. Menschen in niedrigen hierarchischen Positionen haben den größten ungedeckten Bedarf, d. h. die meisten Wünsche und Forderungen, die jedoch vom Arbeitgeber nur in sehr geringem Ausmaß erfüllt werden. Grundsätzlich besteht ein großer Wunsch nach Maßnahmen zur Förderung älterer Arbeitnehmer und eine hohe Bereitschaft, diese auch zu nutzen. Die von den Autoren vorgeschlagenen Handlungsempfehlungen umfassen die Änderung auf ein flexibles Pensionsantrittsalter, Senkung der Arbeitszeiten und Förderung der Weiterbildung.

## Publizierte Geschichten und Essays
Neben seinen wissenschaftlichen Werken setzte Eder seine Erkenntnisse auch in Geschichten und Essays um. So setzt er sich beispielsweise in dem Beitrag Nahe bei Nirgendwo mit der Einsamkeit auseinander. Es ist eine Erzählung über die Bewohner eines Dorfes, in der plötzlich ein Fremder auftaucht. Obwohl dieser niemandem etwas zuleide tut, erzeugt er viele Irritationen, weil er einfach nur auf dem Dorfplatz herumsteht. Viele Bewohner des Dorfes unterhalten sich über das, was möglicherweise alles passieren kann, aber kein einziger sucht das Gespräch mit dem Fremden.
Eder publizierte auch eine Reihe spiritueller Texte im Magazin Ursache und Wirkung. Sein bekanntestes Werk in dem Zusammenhang ist die Auseinandersetzung über das Glück zu zweit und das einsame Unglück. In diesem Beitrag überlegt Eder, wie Menschen früher ihr Glück organisierten. Er wendet sich dabei vor allem gegen die Zwangsvorstellung, Glück nur zu zweit finden zu können. Seiner Meinung nach ist es nicht immer nur ein Sieg, die Hürde der Partnerfindung zu schaffen. In manchen Fällen ist es auch die Verweigerung des Krieges.